# Elecciones generales de la República Democrática del Congo de 2006
Las elecciones generales de la República Democrática del Congo se realizaron, tras la segunda guerra del Congo, el 30 de julio de 2006. Han sido las primeras elecciones multipartidistas desde la independencia del país en 1960.
Se elegía, mediante sufragio universal, al presidente y un nuevo Parlamento Nacional. En las elecciones presidenciales, los dos principales candidatos eran Joseph Kabila y Jean-Pierre Bemba Gombo. Finalmente, en la segunda vuelta resultó vencedor Kabila, derrotando por casi tres millones de votos a Bemba. En cuanto a las elecciones legislativas, de los 500 escaños en juego el Partido del Pueblo por la Reconstrucción y la Democracia, de los partidarios de Kabila, se llevó 111. El segundo partido más votado fue el Movimiento de Liberación del Congo con 64 diputados. Se ha creado un parlamento muy fragmentado con decenas de partidos políticos, la gran mayoría con menos de 5 asientos en la asamblea.
Según la Comisión Electoral Independiente la participación electoral se situó en un 80% sobre un total de 25 millones de votantes registrados.